# Iuput II
Iuput II (Juput II) – faraon, władca starożytnego Egiptu z XXIII dynastii libijskiej, z czasów Trzeciego Okresu Przejściowego. Rezydował w Leontopolis, a niewielki obszar którym władał graniczył z Tanis, Mendes, Athribis i Bubastis, w Delcie Nilu. Panował prawdopodobnie w latach 756-725 p.n.e. Razem z Osorkonem IV, władającym w Tanis, pod wpływem którego do koalicji przyłączyły się królestwa Athribis i Tefnachtem, władcą w Sais, który zjednoczył w koalicji Sebennytos i Busiris oraz Mendes i Pi-Soped, przeciwstawiali się władzy kuszyckiego faraona Pianchiego, dążącego do opanowania całego obszaru Egiptu. Po zwycięstwie Pianchiego złożył mu hołd i podporządkował się jego władzy.

## Tytulatura
| M23 · X1 | L2 · X1 |

| M23 · X1 | L2 · X1 |

| N5 | F12 | U1 | D36 · X1 |

| N5 | F12 | U1 | D36 · X1 |

| N5 | F12 | U1 | D36 · X1 |

| N5 | F12 | U1 | D36 · X1 |

| M23 · X1 | L2 · X1 |

| M23 · X1 | L2 · X1 |

| N5 | F12 | U1 | D36 · X1 |

| N5 | F12 | U1 | D36 · X1 |

| N5 | F12 | U1 | D36 · X1 |

| N5 | F12 | U1 | D36 · X1 |

| G39 | N5 |

| G39 | N5 |

| M17 | Y5 · N35 · N36 | W1 | G39 | E9 | G43 | Q3 · X1 |

| M17 | Y5 · N35 · N36 | W1 | G39 | E9 | G43 | Q3 · X1 |

| M17 | Y5 · N35 · N36 | W1 | G39 | E9 | G43 | Q3 · X1 |

| M17 | Y5 · N35 · N36 | W1 | G39 | E9 | G43 | Q3 · X1 |

| G39 | N5 |

| G39 | N5 |

| M17 | Y5 · N35 · N36 | W1 | G39 | E9 | G43 | Q3 · X1 |

| M17 | Y5 · N35 · N36 | W1 | G39 | E9 | G43 | Q3 · X1 |

| M17 | Y5 · N35 · N36 | W1 | G39 | E9 | G43 | Q3 · X1 |

| M17 | Y5 · N35 · N36 | W1 | G39 | E9 | G43 | Q3 · X1 |